# Phare de Norra Fällbådan
Le phare de Norra Fällbådan (en suédois : Norra Fällbådans fyr) est un phare en mer situé en mer Baltique, au sud-est d'Arkösund (en), appartenant à la commune de Söderköping, dans le Comté d'Östergötland (Suède).

## Histoire
Ce phare a été mis en service en 1955 au large d'Arkösund. Il a d'a&bord fonctionné avec une lampe de type Gustaf Dalén puis a été électrifié en 1986 à l'aide de panneaux solaires.

## Description
Le phare  est une tour cylindrique de 17 mètres de haut, avec une galerie et une lanterne. Le phare est peint en noir avec une large bande centrale rouge et la lanterne est blanche. Il émet, à une hauteur focale de 16 mètres, trois éclats (blanc, rouge et vert) selon différents secteurs toutes les 9 secondes. Sa portée nominale est de  11 milles nautiques (environ 20 km).
Identifiant :ARLHS : SWE292 - Amirauté : C6866 - NGA : 8428 .

### Lien connexe
- Liste des phares de Suède